# Terremoto de Tabriz de 1641
El terremoto de Tabriz de 1641 ocurrió la noche del 5 de febrero de 1641 en la actual provincia de Azerbaiyán Oriental, Irán. El terremoto tuvo una magnitud de onda superficial estimada de 6,8 y un epicentro entre el lago Urmia y la ciudad de Tabriz. Fue uno de los terremotos más destructivos de la región y provocó la pérdida de hasta 30.000 vidas.

## Entorno tectónico
Irán está situado en una zona fronteriza convergente activa donde chocan las placas arábiga y euroasiática. La convergencia se produce a lo largo de las montañas Zagros, donde se acomoda mediante un cinturón plegado y corrido activo. La convergencia también se acomoda dentro del centro de Irán por fallas de deslizamiento. En Tabriz, la tasa de convergencia se estima en unos 20 mm/año. La ciudad está ubicada cerca de un cruce triple de las placas de Arabia, Anatolia y Eurasia. La convergencia oblicua da como resultado una colisión continental debajo del Cáucaso y una tectónica de deslizamiento lateral derecho alrededor de Tabriz. Una de las fallas más prominentes es la falla del norte de Tabriz, una falla de 100 km con tendencia oesnoroeste-estesureste. La falla produjo terremotos devastadores en 1721, 1780 y 1786.

## Terremoto
El terremoto de magnitud 6,8 rompió una estructura de falla ubicada al sur de la falla del norte de Tabriz. La falla del norte de Tabriz en sí no se rompió durante el terremoto. La ubicación plausible del terremoto es a lo largo de la falla Dehkhargan, una falla lateral izquierda de 20 km. Las características normales de falla son una ocurrencia común en el área del terremoto. Golpea de noreste a suroeste entre las ciudades de Osku y Azarshahr. La falla está ubicada en la base occidental de Sahand, un volcán, donde se registró un desplazamiento medido de 200 metros.

## Daños
Los investigadores Nicholas Ambraseys y Charles P. Melville informaron que el terremoto ocurrió un viernes por la noche. Las comunidades de Khosrowshah, Osku y lo que hoy es Azarshahr quedaron completamente devastadas. Casi todas las casas e infraestructuras públicas, incluidos los monumentos históricos de Tabriz, fueron arrasadas. Muchos baños públicos y caravasares fueron destruidos. Un edificio de la ciudad se derrumbó y sepultó a muchos animales que se refugiaban de la temporada invernal. Dos estructuras importantes, Masjid-i Ustad-Shagird y Arg de Tabriz sufrieron graves daños. Un gran número de mezquitas sufrieron graves daños en sus cúpulas y minaretes. La conmoción también se sintió en Bagdad. En Sahand, se desencadenó un desprendimiento de rocas que destruyó un pueblo y mató a muchos. Aparecieron fisuras en el suelo y brotó agua. El terremoto se fechó erróneamente en los años 1441, 1049, 1639, 1642, 1646 y 1651. Los esfuerzos para recuperar las pertenencias personales y los muertos continuaron durante un mes. Las réplicas se sintieron durante seis meses. Inmediatamente después del terremoto, muchos sobrevivientes residían fuera de las ruinas de sus hogares. Algunos residentes regresaron a sus hogares pero murieron debido a los derrumbes durante las réplicas. Durante los primeros dos meses después del terremoto, se sintieron hasta siete réplicas en un día.